# Marianne Aasen
Marianne Aasen (née le 21 février 1967 à Bergen) est une femme politique norvégienne (Ap). Elle a été membre du Storting (parlement) pour le comté d'Akershus de 2005 à 2017.

## Biographie
Ses parents sont le rédacteur Oddvar Aasen (1942-) et la directrice du personnel Kirsten Emilie Dahle (1945-).
Marianne Aasen devient cand.polit. de l'université d'Oslo en sciences politiques en 1994. Elle étudie également l'histoire (grunnfag) et l'économie sociale (mellomfag) et effectue un échange Erasmus aux Pays-Bas.  
Elle travaille comme journaliste pour Arbeiderbladet puis Avisenes Nyhetsbyrå de 1991 à 1995. 
De 1995 à 1996, elle est la conseillère politique de Sylvia Brustad. Elle est directrice de l'information pour la branche norvégienne du mouvement européen de 1998 à 2000, et est présidente de la section d'Asker de 2003 à 2004. 
Du 30 mars 2000 au 19 octobre 2001, Marianne Aasen est conseillère politique au ministère des Collectivités locales et du Développement régional au sein du premier gouvernement Stoltenberg. Elle est ensuite conseillère politique pour le groupe parlementaire du parti travailliste de 2001 à 2005, année où elle est élue représentante au Storting pour le comté d'Akershus. Elle est réélue en 2009 et 2013.
Marianne Aasen ne se représente pas en 2017, et dirige depuis l'école de recherche et innovation du laboratoire Simula,.
Elle réside à Asker et a été précédemment mariée au joueur d'échecs Simen Agdestein.

## Carrière politique

### Gouvernement
- 2000-2001 : Conseillère politique au Ministère des collectivités locales et du développement régional

### Parlement
- 2005-2009 : membre de la commission des finances
- 2005-2009 : membre du comité électoral
- 2005-2009 : membre de la délégation aux comités parlementaires de l'AELE et au comité parlementaire commun de l'EEE
- 2009-2013 : présidente de la commission à l'Église, l'éducation et la recherche
- 2013-2017 : membre de la commission à l'Église, l'éducation et la recherche